# Christian Noboa
Christian Fernando Noboa Tello (ur. 9 kwietnia 1985 w Guayaquil) – piłkarz ekwadorski grający na pozycji ofensywnego pomocnika.

## Kariera klubowa
Noboa urodził się w Guayaquili. Jest wychowankiem tamtejszego klubu Emelec Guayaquil. W 2004 roku zadebiutował w jego barwach w ekwadorskiej Serie A i od początku tamtego sezonu był podstawowym zawodnikiem zespołu. Największy sukces z tym klubem osiągnął w 2006 roku, gdy wywalczył wicemistrzostwo Ekwadoru. Sezon 2006 był także ostatnim dla Christiana w barwach „El Bombillo”.
W 2007 roku Noboa został sprzedany do rosyjskiego Rubinu Kazań. W rosyjskiej Priemjer-Lidze swój debiut zaliczył 11 marca w spotkaniu z CSKA Moskwa, przegranym na wyjeździe przez Rubin 1–3. W swoim pierwszym sezonie w Rosji rozegrał 14 spotkań, w których zdobył jedną bramkę (w wygranym 3–1 meczu ze Spartakiem Moskwa). W sezonie 2008 strzelił 6 bramek i obok Aleksandra Bucharowa oraz Gökdeniza Karadeniza należał do najlepszych strzelców zespołu i przyczynił się do wywalczenia pierwszego w historii klubu tytułu mistrza Rosji.
W 2012 roku Noboa przeniósł się do Dinama Moskwa. Grał w nim do 2015. Wtedy odszedł do PAOK FC, a w tym samym roku został zawodnikiem FK Rostów. W latach 2017–2019 grał w Zenicie Petersburg, ale w 2018 był z niego wypożyczony do Rubinu Kazań. W 2019 przeszedł do PFK Soczi.
| Sezon   | Klub             | Kraj    | Rozgrywki          | Mecze | Bramki |
| ------- | ---------------- | ------- | ------------------ | ----- | ------ |
| 2004    | Emelec Guayaquil | Ekwador | Serie A            | 28    | 3      |
| 2005    | Emelec Guayaquil | Ekwador | Serie A            | 28    | 1      |
| 2006    | Emelec Guayaquil | Ekwador | Serie A            | 33    | 4      |
| 2007    | Rubin Kazań      | Rosja   | Priemjer-Liga      | 14    | 1      |
| 2008    | Rubin Kazań      | Rosja   | Priemjer-Liga      | 21    | 6      |
| 2009    | Rubin Kazań      | Rosja   | Priemjer-Liga      | 22    | 2      |
| 2010    | Rubin Kazań      | Rosja   | Priemjer-Liga      | 27    | 8      |
| 2011/12 | Rubin Kazań      | Rosja   | Priemjer-Liga      | 25    | 5      |
| 2011/12 | Dinamo Moskwa    | Rosja   | Priemjer-Liga      | 11    | 0      |
| 2012/13 | Dinamo Moskwa    | Rosja   | Priemjer-Liga      | 31    | 5      |
| 2013/14 | Dinamo Moskwa    | Rosja   | Priemjer-Liga      | 29    | 6      |
| 2014/15 | Dinamo Moskwa    | Rosja   | Priemjer-Liga      | 11    | 1      |
| 2014/15 | PAOK FC          | Grecja  | Superleague Ellada | 14    | 2      |
| 2015/16 | FK Rostów        | Rosja   | Priemjer-Liga      | 24    | 4      |
| 2016/17 | FK Rostów        | Rosja   | Priemjer-Liga      | 26    | 2      |
| 2017/18 | Zenit Petersburg | Rosja   | Priemjer-Liga      | 2     | 0      |
| 2017/18 | Rubin Kazań      | Rosja   | Priemjer-Liga      | 10    | 2      |
| 2018/19 | Zenit Petersburg | Rosja   | Priemjer-Liga      | 11    | 0      |
| 2019/20 | PFK Soczi        | Rosja   | Priemjer-Liga      | 19    | 4      |
| 2020/21 | PFK Soczi        | Rosja   | Priemjer-Liga      | 25    | 12     |

## Kariera reprezentacyjna
W reprezentacji Ekwadoru Noboa zadebiutował 29 marca 2009 roku w zremisowanym 1–1 meczu eliminacji do Mistrzostw Świata w RPA z Brazylią. W 89' minucie tego meczu zdobył wyrównującego gola. Z kolei 1 kwietnia w spotkaniu z Paragwajem (1–1), swoim drugim w kadrze, także strzelił bramkę.